# 엑스맨 탄생: 울버린
《엑스맨 탄생: 울버린》(영어: X-Men Origins: Wolverine)은 2009년 개봉한 미국의 영화이다. 마블 코믹스의 슈퍼히어로 캐릭터 울버린을 소재로 하였으며, 동시에 엑스맨 영화 시리즈의 스핀오프 작품이다. 개빈 후드가 연출하였고, 휴 잭맨이 본가와 같이 울버린 역을 맡았다.

## 줄거리
1845년, 노스웨스턴 준주에 사는 소년 제임스 하울렛은 관리인 토머스 로건에게 아버지가 살해당하는 것을 목격한다. 분노는 소년의 돌연변이를 활성화시키고, 그는 너클에서 뼈 발톱을 튀어나오게 하여 토머스를 찌른다. 토머스는 죽기 전에 자신이 제임스의 친아버지임을 밝힌다. 제임스는 토머스의 다른 아들인 빅터 크리드와 함께 도주한다. 빅터는 제임스의 이복형이며, 제임스처럼 날카로운 발톱과 치유 능력 돌연변이를 가지고 있다. 그들은 다음 세기 동안 남북 전쟁, 두 번의 세계 대전, 그리고 베트남 전쟁에서 싸웠다. 베트남에서 점점 폭력적으로 변해가는 빅터는 베트남 여성을 성폭행하려 하고 그를 막으려던 고위 장교를 살해한다. 제임스는 빅터에게 돌아와 그를 변호하기 위해 달려든다. 두 사람은 총살형을 선고받지만 살아남는다. 윌리엄 스트라이커 소령은 그들에게 팀 X의 멤버십을 제안한다. 팀 X는 명사수 에이전트 제로, 카타나를 휘두르는 용병 웨이드 윌슨, 순간이동자 존 레이스, 엄청나게 강하고 무적의 프레드 듀크스, 그리고 테크노패스 크리스 브래들리를 포함하는 돌연변이 그룹이다. 그들은 몇 번의 임무를 수행하며 제임스는 로건이라는 가명을 사용하지만, 빅터와 그룹 절반의 자제력 부족과 공감 능력 부족으로 로건은 팀을 떠난다.
6년 후, 로건은 캐나다에서 벌목꾼으로 일하며 여자친구 케일라 실버폭스와 살고 있다. 스트라이커와 제로가 로건에게 접근하여 웨이드와 브래들리가 살해당했다고 보고하며 누군가가 팀을 노리고 있음을 밝힌다. 로건은 스트라이커에게 다시 합류하는 것을 거부하지만, 숲에서 피투성이인 케일라의 시신을 발견한 후 빅터가 범인임을 깨닫는다. 그는 술집에서 빅터를 찾아내지만 이어진 싸움에서 패배한다. 스트라이커는 빅터가 팀을 이탈했으며 로건에게 복수할 만큼 강해질 방법을 제안한다고 설명한다. 로건은 아다만티움이라는 거의 파괴할 수 없는 금속으로 골격을 강화하는 고통스러운 수술을 받는다. 스트라이커는 로건을 자신들의 개인적인 무기로 사용하기 위해 로건의 기억을 지우라고 명령하지만, 로건은 이를 엿듣고 근처 농장으로 도망친다. 그곳에서 노부부가 그를 돌봐준다. 다음날 아침 제로가 노부부를 죽이고 로건을 죽이려 하지만, 로건은 제로의 헬리콥터를 격추하고 그를 죽이면서 스트라이커와 빅터 둘 다를 죽이겠다고 맹세한다.
로건은 라스베이거스의 복싱 체육관에서 레이스와 듀크스를 찾아낸다. 죄책감으로 인한 섭식 장애로 몸집이 불어난 듀크스는 빅터가 스트라이커를 위해 계속 일하며 "섬"이라고 불리는 새로운 연구소에서 스트라이커가 돌연변이들을 실험할 목적으로 사냥하고 있다고 설명한다. 듀크스는 또한 섬에서 탈출하여 그 위치를 아는 유일한 사람인 레미 "갬빗" 르보를 언급한다. 레이스와 로건은 뉴올리언스에서 갬빗을 찾아내고, 두 사람은 빅터와 싸운다. 빅터는 레이스를 죽이고 그의 DNA를 추출한다. 스트라이커가 붙잡은 돌연변이들을 풀어주는 것을 돕기로 동의한 갬빗은 로건을 스리마일섬에 있는 스트라이커의 시설로 데려간다. 로건은 케일라가 살아있으며, 여동생의 안전을 대가로 스트라이커에게 로건을 감시하도록 강요당했음을 알게 된다. 그러나 스트라이커는 케일라의 여동생을 풀어주기를 거부하고 빅터에게 약속했던 아다만티움 접합을 거부하며, 테스트 결과 빅터가 수술에서 살아남지 못할 것이라고 주장한다. 스트라이커는 이제 웨폰 XI로 알려진 웨이드를 활성화시킨다. 웨폰 XI는 여러 돌연변이의 능력을 가진 "돌연변이 살인자"이다.
로건과 빅터가 웨폰 XI와 싸우는 동안, 케일라는 붙잡힌 돌연변이들을 찰스 자비에 교수와 안전한 곳으로 안내하다가 치명상을 입는다. 로건이 웨폰 XI를 죽인 후, 스트라이커가 도착하여 아다만티움 탄환으로 로건의 머리를 쏴 그를 의식 불명 상태로 만든다. 스트라이커가 케일라를 쏘기 전에, 그녀는 그를 잡고 자신의 돌연변이 능력을 사용하여 그가 발에서 피가 날 때까지 돌아서 걸어가도록 설득한 다음 부상으로 사망한다. 로건은 의식을 되찾지만 기억을 잃는다. 그는 자신의 인식표 한쪽에는 "로건"이라고 적혀 있고 다른 한쪽에는 "울버린"이라고 적혀 있는 것을 발견한다. 그는 케일라의 시신을 보고 잠시 멈추지만 그녀를 알아보지 못한다.
미드크레딧 장면에서 스트라이커는 자신이 실험을 보호하기 위해 살해한 먼슨 장군의 사망과 관련하여 군사경찰에 의해 심문을 위해 구금된다. 극장판 포스트크레딧 장면에서 로건은 일본의 한 술집에 있으며, 웨이트리스가 그에게 잊기 위해 마시는 것이냐고 묻는다. 그는 "아니, 기억하기 위해 마신다"고 답한다. 홈 미디어 포스트크레딧 장면에서는 웨폰 XI의 손이 바위에서 기어 나와 아직 살아있는 머리를 만진다.

## 출연
- 휴 잭맨 - 제임스 "로건" 하울릿 / 울버린
  - 트로이 시반 - 어린 제임스
- 리에브 슈라이버 - 빅터 크리드
  - 마이클 제임스 올슨 - 어린 빅터
- 대니 휴스턴 - 윌리엄 스트라이커 소령
- 윌 아이 엠 - 존 레이스
- 린 콜린스 - 케일라 실버폭스
- 케빈 듀랜드 - 프레드 J. 듀크스 / 블롭
- 도미닉 모나한 - 크리스 브래들리
- 테일러 키치 - 레미 르보 / 갬빗
- 다니엘 헤니 - 에이전트 제로
- 라이언 레이놀즈 - 웨이드 윌슨
  - 스콧 애드킨스 - 웨펀 X / 데드풀

- 팀 포콕 - 스콧 서머스 / 사이클롭스
- 맥스 컬런, 줄리아 블레이크 - 트래비스와 헤더 허드슨
- 타냐 토지 - 에마
- 에런 제프리 - 토머스 로건
- 피터 오브라이언 - 존 하울릿
- 패트릭 스튜어트 - 찰스 자비에 / 프로페서 엑스

## 내용주
1. ↑  나중에 더 울버린에서 묘사된다.